# Font Awesome
Font Awesome là một bộ công cụ biểu tượng và phông chữ dựa trên CSS và Less. Đến năm 2023, Font Awesome chiếm 31% thị phần sử dụng tập lệnh phông chữ của bên thứ ba phổ biến nhất sau Google Fonts. Trên trang web của mình, nền tảng này cũng đã tự xưng là "bộ công cụ biểu tượng phổ biến nhất thế giới" khi sở hữu lên tới 26.107 biểu tượng.

## Lịch sử
Vào ngày 3 tháng 3 năm 2012, Font Awesome đã được ra mắt lần đầu tiên với tổng cộng 150 biểu tượng trong 12 thể loại. Ban đầu công cụ đã được tạo bởi Dave Gandy nhằm sử dụng với Bootstrap và có thể được tải xuống từ BootstrapCDN. Trong giai đoạn từ khi ra mắt cho đến năm 2016, bộ công cụ đã có thêm 3 phiên bản khác lần lượt 210 biểu tượng (tháng 6 năm 2012), 361 biểu tượng (tháng 6 năm 2013) và 675 biểu tượng (tháng 10 năm 2016). Hiện nay, các phiên bản này vẫn còn có thể sử dụng. Tuy nhiên, trên trang web của Font Awesome đã thông báo ngừng hỗ trợ và không còn duy trì các phiên bản từ 4 trở về trước.
Vào ngày 7 tháng 12 năm 2017, Font Awesome 5 đã được ra mắt với 1.278 biểu tượng. Phiên bản thứ 5 này bao gồm hai gói phát hành là: Font Awesome Free và Font Awesome Pro độc quyền (có tính phí). Các phiên bản miễn phí (tất cả các bản phát hành cho đến phiên bản thứ 4 và phiên bản miễn thứ thứ 5) đều có thể sử dụng với giấy phép SIL Open Font License 1.1, Creative Commons Attribution 4.0 và giấy phép MIT. Font Awesome 6 là phiên bản mới nhất được phát hành vào tháng 2 năm 2022. Trong phiên bản này người dùng sẽ có thể tải lên các biểu tượng của riêng mình và được sử dụng nhiều biểu tượng hơn dựa trên các biểu tượng sẵn có từ Font Awesome 5. Vào ngày 16 tháng 3 năm 2022, Font Awesome đã thông báo về việc hợp tác với Văn phòng Điều phối các vấn đề nhân đạo của Liên Hợp Quốc nhằm tạo ra các biểu tượng nhân đạo trong Font Awesome 6.1.